# Jean t'Kint de Roodenbeke
Jean Léon Henri François-de-Borgia Marie t'Kint de Roodenbeke (Brussel, 13 september 1886 – 16 februari 1954), ook Juan genaamd, was burgemeester van Bachte-Maria-Leerne.

## Levensloop
Juan (graaf in 1928) was de zoon van graaf Arnold t'Kint de Roodenbeke en van Isabel de Silva (Isabel Francisca de Borja de Silva y Borchgrave d'Altena (1857-1940), dochter van Markies d'Arcicollar. Hij trouwde met gravin Isabelle de Beauffort (1891-1919) en in tweede huwelijk met haar zus, gravin Solange de Beauffort (1894-1984). Uit het eerste bed had hij vier kinderen, onder wie Henri II t'Kint de Roodenbeke.
Hij promoveerde tot doctor in de rechten en werd oorlogsvrijwilliger tijdens de oorlog 1914-18. Hij werd luitenant in een eskadron pantserwagens.
Hij werd provincieraadslid voor Oost-Vlaanderen en, in opvolging van zijn vader, burgemeester van Bachte-Maria-Leerne. Hij was ook voorzitter van het college van commissarissen van de Bond der Kroostrijke Gezinnen.

## Onderscheidingen
- Officier in de Leopoldsorde
- Ridder in de Kroonorde
- Oorlogskruis met Palm
- Vuurkruis
- IJzerkruis
- Herinneringsmedaille van Oorlogsvrijwilliger
- Military Cross
- Grootofficier van Orange-Nassau (20 mei 1939)[1]
- Grootlint der Orde van Vytautas de Grote
- Kruis "Pro Ecclesia et Pontifice"